# Kelowna
Kelowna – miasto w Kanadzie, w prowincji Kolumbia Brytyjska, w dystrykcie Central Okanagan. Leży nad jeziorem Okanagan. Dzięki swojemu suchemu klimatowi jest jednym z najszybciej rozwijających się miast w Ameryce Północnej. Kelowna jest trzecim pod względem ludności obszarem miejskim w Kolumbii Brytyjskiej.
Liczba mieszkańców Kelowna wynosi 106 707. Język angielski jest językiem ojczystym dla 83,7%, francuski dla 1,5% mieszkańców (2006).

## Sport
- Kelowna Rockets – klub hokejowy

## Miasta partnerskie
- Kasugai, Japonia
- Veendam, Holandia
- Senanga, Zambia